# Handicaphjælper
En handicaphjælper arbejder som personlig hjælper for en handicappet person.
Arbejdsopgaverne er mangeartede og indeholder mange forskellige former for sygepleje.
Der findes ingen handicaphjælperuddannelse. Nogle handicaphjælpere er ufaglærte eller har en erhvervsrettet social- og sundhedsuddannelse som f.eks. SOSU-hjælper eller SOSU-assistent.
Andre handicaphjælpere er studerende, der bruger arbejde som et studiejob.

## Eksterne kilder og henvisninger
- UddannelsesGuidens information om arbejdet som handicaphjælper Arkiveret 25. oktober 2007 hos  Wayback Machine

| Sygepleje | Spire Denne artikel om sygepleje er en spire som bør udbygges. Du er velkommen til at hjælpe Wikipedia ved at udvide den. |